# Gesetz zur Bereinigung des Besatzungsrechts
Das Gesetz zur Bereinigung des Besatzungsrechts (BesatzRBerG) vom 23. November 2007 wurde als Artikel 4 des Zweiten Gesetzes über die Bereinigung von Bundesrecht im Zuständigkeitsbereich des Bundesministeriums der Justiz beschlossen und trat am 30. November 2007 in Kraft.

## Inhalt
Nach 1949 wurde das in den Besatzungszonen von den Hauptsiegermächten erlassene alliierte Recht in Deutschland teilweise in Bundes- oder Landesrecht überführt (in Form des sogenannten Überleitungsvertrags). Zudem wurden weite Teile des Besatzungsrechts in den Jahren 1956 bis 1960 durch (insgesamt vier) Gesetze zur Aufhebung des Besatzungsrechts aufgehoben (Gesetze vom 30. Mai 1956, BGBl. I S. 437, vom 30. Mai 1956, BGBl. I S. 446, vom 23. Juli 1958, BGBl. I S. 540 und vom 19. Dezember 1960, BGBl. I S. 1015). Das verbleibende Besatzungsrecht ist sodann im Jahre 2007 durch das Gesetz über die Bereinigung von Bundesrecht aufgehoben worden. Eine Ausnahme blieb das Kontrollratsgesetz Nr. 35 über Ausgleichs- und Schiedsverfahren in Arbeitsstreitigkeiten vom 20. August 1946.
Die in § 2 des Bereinigungsgesetzes erfolgte Aufhebung der vorgenannten vier Gesetze zur Aufhebung des Besatzungsrechts bedeutet entgegen einem gelegentlich anzutreffenden Missverständnis nicht, dass die aufgehobenen Vorschriften dadurch wieder in Kraft träten. Dazu müssten diese vielmehr neu erlassen werden. Sondern die Gesetze haben mit der Aufhebung von Besatzungsrecht ihren Zweck erfüllt und konnten deshalb ihrerseits wieder entfallen. Eine „Distanzierung vom Gesetzesinhalt“ ist damit nicht verbunden, wie in den Gesetzesmaterialien ausdrücklich klargestellt wird.
Da die Aufhebung des Besatzungsrechts nur ex nunc und pro futuro erfolgt, stellt § 3 weiter klar, dass auf Grundlage des aufgehobenen Besatzungsrechts eingetretene Rechtsfolgen unberührt bleiben. Die Vorschrift ist nur von deklaratorischer Bedeutung. Sie wurde ausdrücklich aufgenommen, weil nach den „Erfahrungen mit den auf der Grundlage von Artikel 143 Abs. 3 des Grundgesetzes geschaffenen vereinigungsbedingten Regelungen des Vermögensrechts im Beitrittsgebiet“ die Inhaber von Rechten, die ihnen besatzungsrechtlich oder -hoheitlich entzogen worden sind, bisweilen dazu neigten, „die Besatzungszeit betreffende gesetzgeberische Akte als Wiederherstellung der früheren Verhältnisse misszuverstehen“. Deswegen sei es ausnahmsweise angezeigt, solchen Missverständnissen auch ausdrücklich (im Gesetzeswortlaut) entgegenzutreten.

## Wortlaut
§ 1 Aufhebung von Besatzungsrecht
(1) Die von Besatzungsbehörden erlassenen Rechtsvorschriften (Besatzungsrecht), insbesondere solche nach Artikel 1 Abs. 3 des Ersten Teils des Vertrags zur Regelung aus Krieg und Besatzung entstandener Fragen in der Fassung der Bekanntmachung vom 30. März 1955 (BGBl. II S. 301, 405) (Überleitungsvertrag), werden aufgehoben, soweit sie nicht in Bundes- oder Landesrecht überführt worden sind und zum Zeitpunkt ihres Inkrafttretens Regelungsgebiete betrafen, die den Artikeln 73, 74 und 75 des Grundgesetzes zuzuordnen waren.
(2) Von der Aufhebung ausgenommen ist das Kontrollratsgesetz Nr. 35 über Ausgleichs- und Schiedsverfahren in Arbeitsstreitigkeiten vom 20. August 1946 (Amtsblatt des Kontrollrats S. 174), zuletzt geändert durch das Gesetz vom 9. Februar 1950 (Amtsblatt der Alliierten Hohen Kommission für Deutschland S. 103).
§ 2 Aufhebung bundesrechtlicher Vorschriften über die Bereinigung von Besatzungsrecht
Es werden aufgehoben:
1. das Erste Gesetz zur Aufhebung des Besatzungsrechts vom 30. Mai 1956 (BGBl. I S. 437),
2. das Zweite Gesetz zur Aufhebung des Besatzungsrechts vom 30. Mai 1956 (BGBl. I S. 446),
3. das Dritte Gesetz zur Aufhebung des Besatzungsrechts vom 23. Juli 1958 (BGBl. I S. 540) und
4. das Vierte Gesetz zur Aufhebung des Besatzungsrechts vom 19. Dezember 1960 (BGBl. I S. 1015).

§ 3 Folgen der Aufhebung
Rechte und Pflichten, die durch gesetzgeberische, gerichtliche oder Verwaltungsmaßnahmen der Besatzungsbehörden oder auf Grund solcher Maßnahmen begründet oder festgestellt worden sind, bleiben von der Aufhebung unberührt und bestehen nach Artikel 2 Abs. 1 Satz 1 des Ersten Teils des Überleitungsvertrages fort. Durch die Aufhebung werden weder frühere Rechtszustände wiederhergestellt noch Wiederaufnahme-, Rücknahme- oder Widerrufstatbestände begründet. Tatbestandliche Voraussetzungen von Besatzungsrecht, die bis zum Inkrafttreten dieses Gesetzes nicht erfüllt worden sind, können nicht mehr erfüllt werden. Aufgehobene Rechtsvorschriften bleiben auch für die Zukunft auf Tatbestände und Rechtsverhältnisse anwendbar, die während der Geltung der Rechtsvorschriften erfüllt waren oder entstanden sind. Die Aufhebung von Besatzungsrecht lässt Verweisungen hierauf unberührt.